# Voretigene neparvovec
Voretigene neparvovec es un medicamento que se utiliza para el tratamiento de la amaurosis congénita de Leber. No cura la enfermedad, pero puede mejorar la visión de las personas afectadas. Se administra mediante inyección subrretiniana. Se vende con el nombre comercial de Luxturna. Es una terapia génica. Su empleo fue aprobado por la Administración de Alimentos y Medicamentos de Estados Unidos (FDA) en marzo de 2018. La amaurosis congénita de Leber es una enfermedad de la retina (retinopatía) de origen genético, provoca déficit visual en los niños afectados desde los primeros meses de vida. Supone entre el 10-18% de los casos de ceguera congénita y su incidencia es de 1 de cada 35 000 nacidos vivos. Fue descrita por el oftalmólogo Theodor Leber en el siglo XIX.